# Farga del Arión

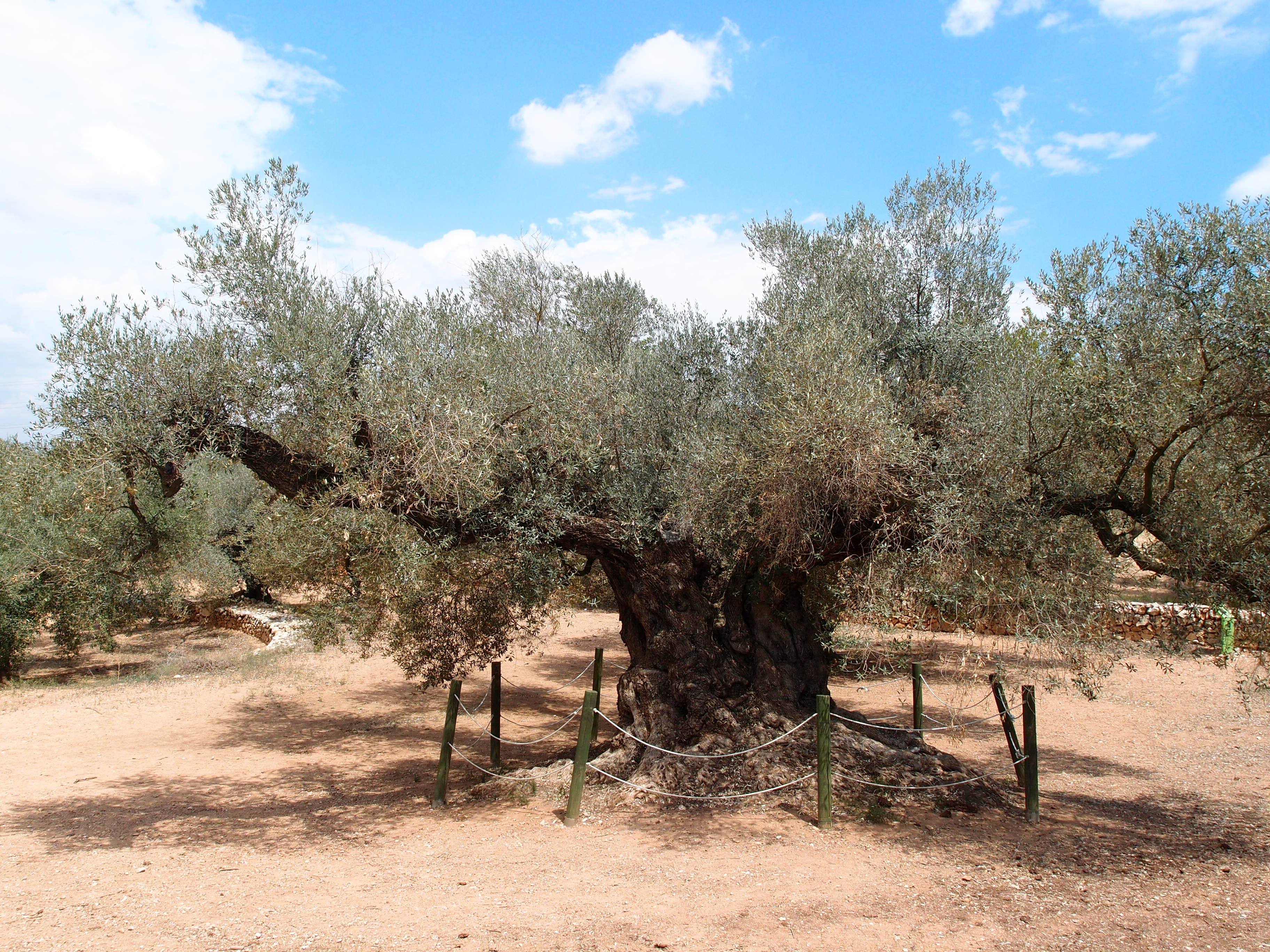
La Farga de l'Arión

Die Farga del Arión ist ein lebender europäischer Olivenbaum in der katalanischen Gemeinde Ulldecona. Er gehört mit einem geschätzten Alter von mehr als 1700 Jahren als ältester Olivenbaum der iberischen Halbinsel zu den ältesten Olivenbäumen der Welt. Er misst 6,5 m in der Höhe und hat einen Umfang von 8,15 m, gemessen in 1,1 m. Insgesamt sind inklusive des ältesten und stärksten Baums (Farga del Arión 1) 35 annähernd so alte Bäume auf einem Hektar Fläche. 1524 alte Olivenbäume sind auf den gesamten 124 km2 des Gemeindegebietes von Ulldecona registriert.
Im Jahr 1997 wurde der Olivenbaum von der Generalitat de Catalunya zum Monumentalbaum erklärt.
Nach einer wissenschaftlichen  Studie der Polytechnischen Universität Madrid aus dem Jahr 2015 weist die Farga del Arión ein geschätztes Alter von mehr als 1700 Jahren auf und wurde mutmaßlich im Laufe des Jahres 314 während der Regierungszeit von Kaiser Konstantin dem Großen gepflanzt.

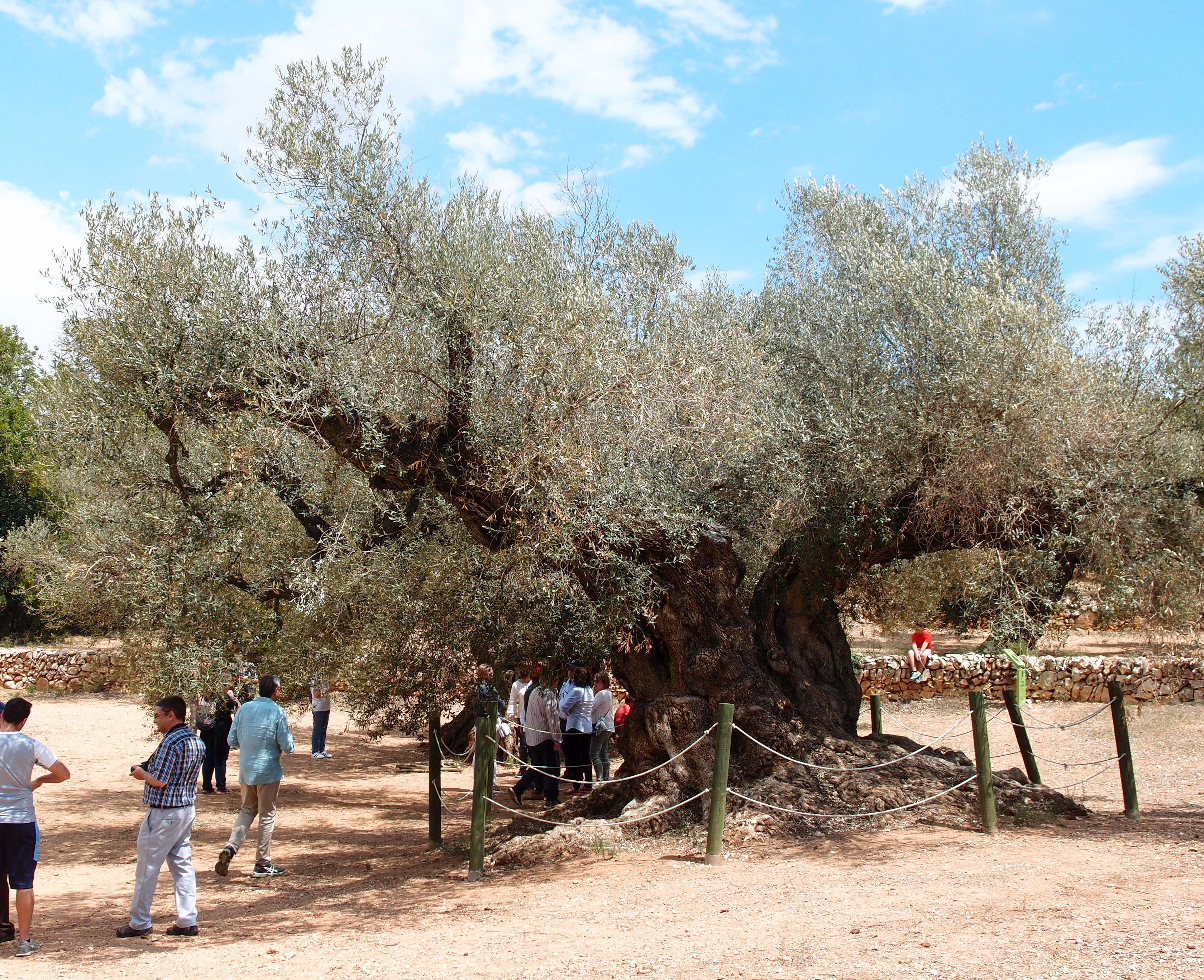
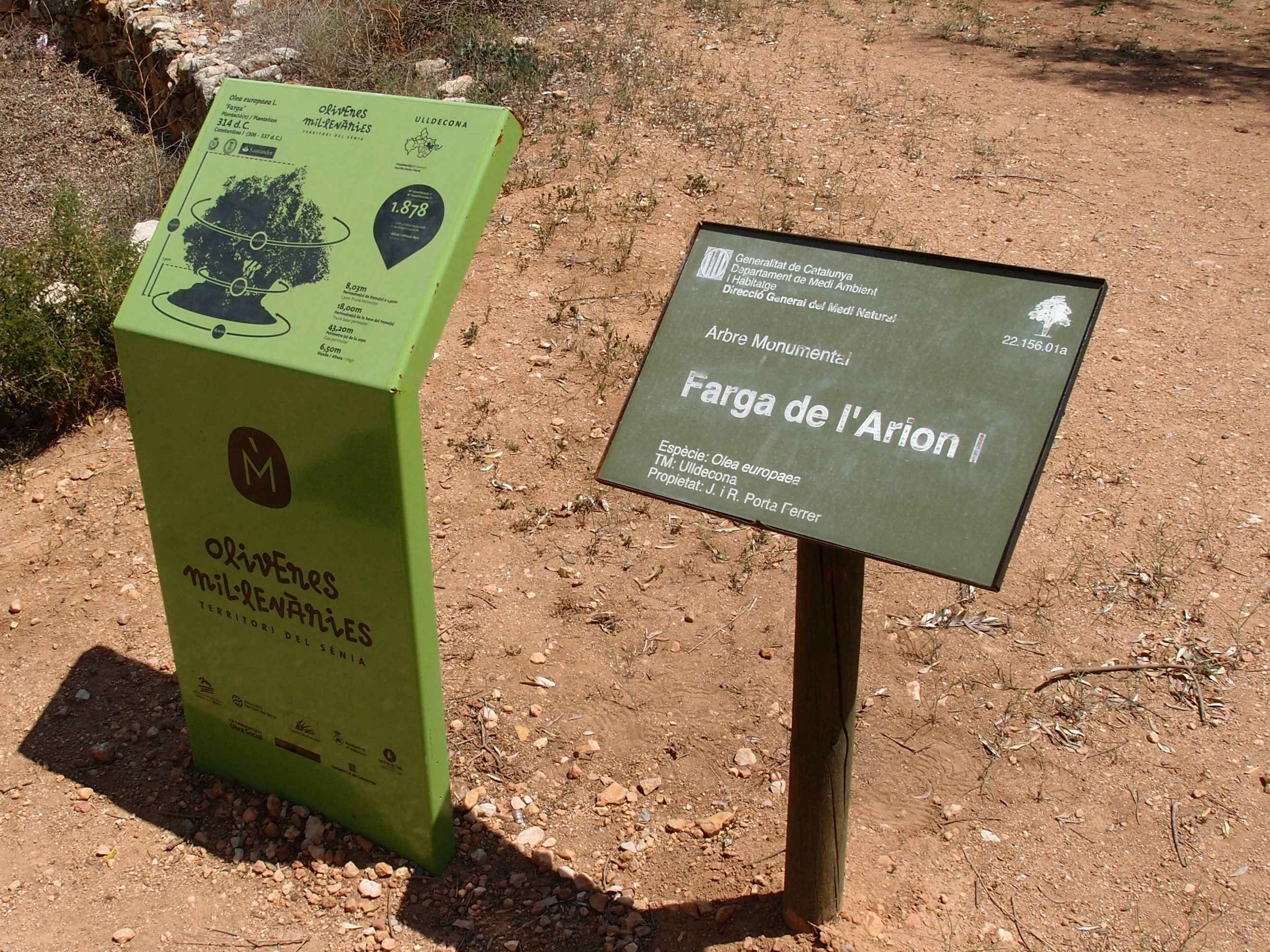
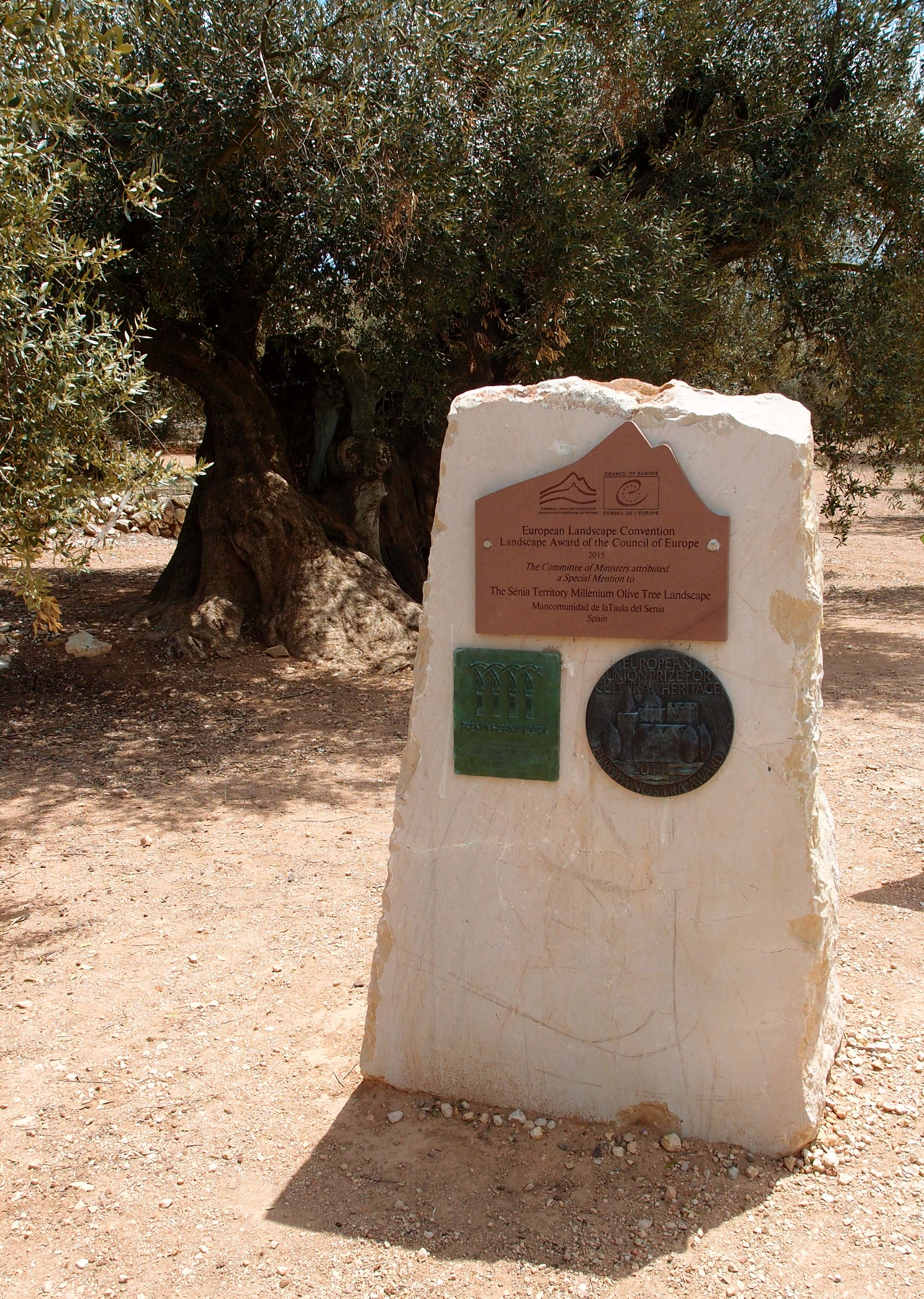
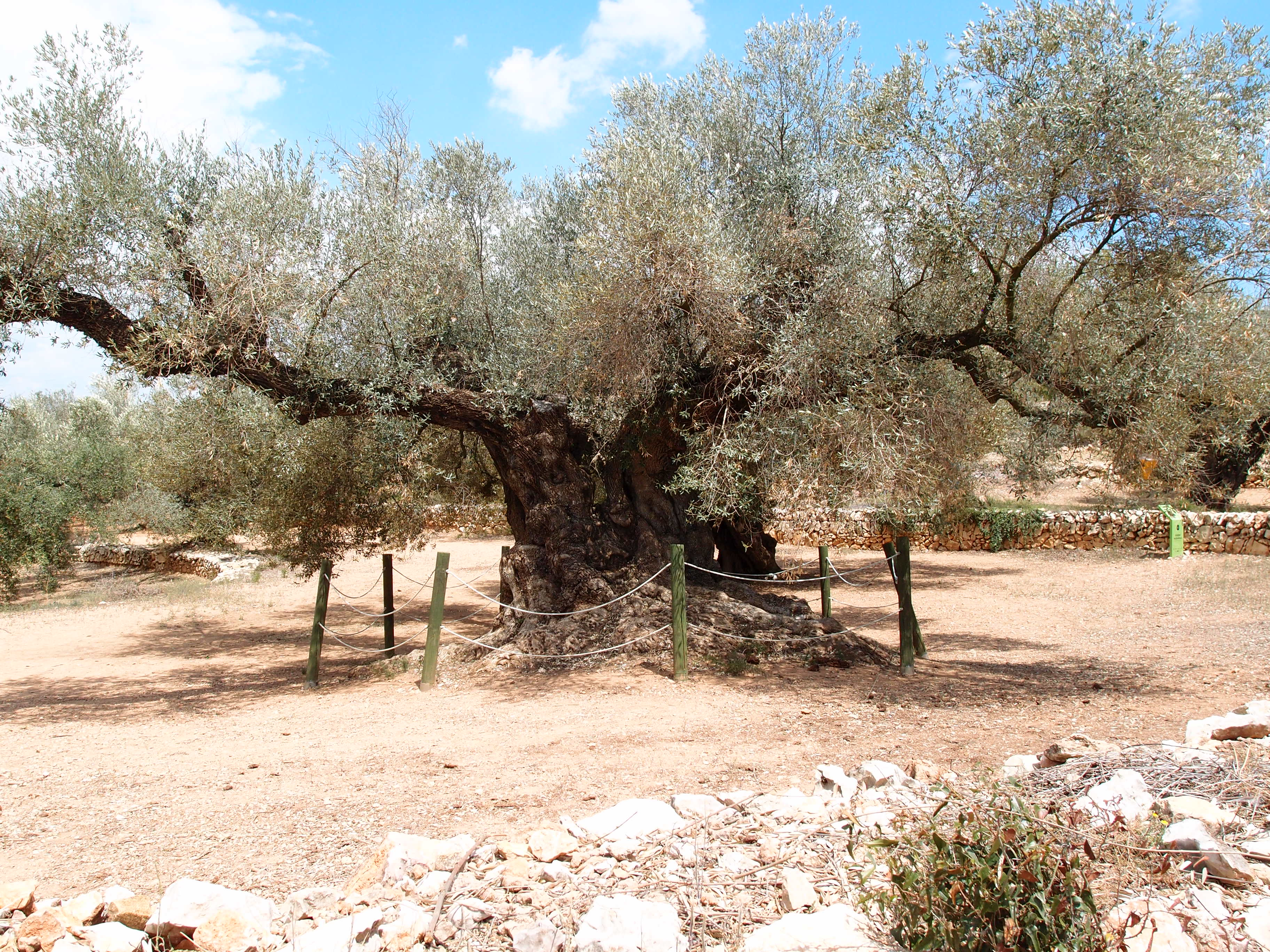